# Henri Marie Ducrotay de Blainville
Henri Marie Ducrotay de Blainville (12 tháng 9 năm 1777 – 1 tháng 5 năm 1850) là một nhà động vật học và giải phẫu học người Pháp.

## Tác phẩm tuyển chọn
- Sur les ichthyolites, ou, Les poissons fossiles (1818) - On "ichthyolites", hay cá hóa thạch.
- De l'organisation des animaux, ou Principes d'anatomie comparée (1822) - On the organization of animals, or principles of comparative anatomy.
- Manuel de malacologie et de conchyliologie (1825-1827) - Manual of malacology và conchology.
- Cours de physiologie générale et comparée (1829) - Course of general and comparative physiology.
- Manuel d'actinologie, ou de zoophytologie (1834) - Manual of actinology" [the study of the chemical effects of visible and ultraviolet light] or zoophytology.
- Ostéographie ou description iconographique comparée du squelette et du système dentaire des mammifères récents et fossiles (1839–64) - Osteography or comparative iconographical descriptions of the skeleton and teeth of living and fossil mammals.[1]